# Gábor Borbély
Gábor Borbély (* 1. November 1937 in Nemesvámos, Komitat Veszprém) ist ein ehemaliger ungarischer Journalist und Politiker der Ungarischen Sozialistischen Arbeiterpartei MSZMP (Magyar Szocialista Munkáspárt), der unter anderem zwischen 1975 und 1980 Mitglied des kollektiven Staatspräsidiums sowie von 1985 bis 1989 Chefredakteur der Tageszeitung Népszabadság war.

## Leben
Borbély, der aus einer Familie von Freimaurern stammte, absolvierte nach dem Schulbesuch ein Studium an der Pädagogischen Hochschule Szeged (Szegedi Pedagógiai Főiskola), das er 1959 mit der Lehramtsprüfung abschloss. Danach war er von 1959 bis 1962 Mitarbeiter am Institut für Lehrlinge des Arbeitsministeriums und danach der Verwaltung der Kommunistischen Jugendliga KISZ (Magyar Kommunista Ifjúsági Szövetség). 1963 wurde er Mitglied der Ungarischen Sozialistischen Arbeiterpartei MSZMP (Magyar Szocialista Munkáspárt) und zunächst Mitarbeiter sowie später stellvertretender Leiter der politischen Abteilung des KISZ-Komitees von Budapest. Im Anschluss war er von 1968 bis 1969 Sekretär des KISZ-Komitees im VI. Budapester Bezirk (Terézváros) sowie zwischen 1969 und Dezember 1971 Abteilungsleiter im Zentralkomitee (ZK) der KISZ. Daraufhin fungierte er zwischen Dezember 1971 und 1977 als Sekretär des ZK der Kommunistischen Jugendliga.
Borbély wurde ferner am 15. Juni 1975 als Kandidat auf der gemeinsamen Liste der Ungarischen Unabhängigen Volksfront MFN (Magyar Függetlenségi Népfront) und der Patriotischen Volksfront HNF (Hazafias Népfront) zum Abgeordneten in das Ungarische Parlament (Országgyűlés) gewählt, dem er bis zum 19. April 1985 angehörte. Er war von 1975 bis 1980 auch Mitglied des kollektiven Staatspräsidiums (Magyar Népköztársaság Elnöki Tanácsa)
Nach einem darauf folgenden Studium an der Parteihochschule der MSZMP wurde  war, 1977 Erster Sekretär des Parteikomitees im V. Budapester Bezirk (Belváros-Lipótváros). Im Juni 1981 wurde er Sekretär für Verwaltungsangelegenheiten des MSZMP-Parteikomitees von Budapest und bekleidete diese Funktion bis Dezember 1985. Am 28. März 1985 wurde er auf dem XIII. Parteikongress zum Mitglied des ZK der MSZMP gewählt und war zugleich zwischen 1985 und 1988 Mitglied des Arbeitsausschusses sowie 1986 Mitglied der Kaderkommission des ZK. Als Nachfolger von János Berecz übernahm er im Dezember 1985 den Posten als Chefredakteur der Tageszeitung Népszabadság wurde, der auflagenstärksten überregionalen Tageszeitung Ungarns. Danach wurde er am 8. Mai 1989 Leiter der ZK-Abteilung für Wahlen.